# The Goonies (jeu vidéo, 1985)
Cet article concerne le jeu vidéo sur ordinateur personnel. Pour le jeu Famicom, voir The Goonies (jeu vidéo, 1986). Pour le film, voir Les Goonies.
The Goonies est un jeu vidéo de plateforme-puzzle sorti en 1985 sur plusieurs ordinateurs personnels. Le jeu a été développé par Datasoft. Le jeu est tiré du film Les Goonies.

## Système de jeu
Il s'agit d'un jeu de plates-formes jouable à deux en même temps, l'objectif étant de résoudre des énigmes particulières à travers huit tableaux fixes inspirés de scènes du film :
1. Le restaurant. Le jeu commence avec Mikey et Choco, dans le restaurant servant de repaire aux Fratteli. Le but ici est de passer à travers la grille de la cheminée pour rejoindre l'entrée du tunnel de Willy Le Borgne.
2. Chester Copperpot. Dans le tunnel, Brandon et Bagou découvrent le corps du chasseur de trésors Chester Copperpot, et déclenchent accidentellement des pièges. Ils doivent attraper la clé pour déverrouiller la sortie.
3. Sous le country club. Mikey et Bagou doivent actionner les vannes des conduits sous les douches du country club, tout en évitant les jets de vapeur.
4. Les pierres qui roulent. En esquivant les chauves-souris, Data et Andy doivent rediriger les rochers qui tombent vers les trappes qui bouchent la sortie pour les détruire et libérer le passage.
5. Le rocher du crâne. Steph et Mikey doivent empiler des crânes pour former une échelle permettant d'atteindre la sortie.
6. L'orgue d'os. Des notes de musique doivent être jouées sur l'orgue fabriqué à partir d'ossements humains, en marchant sur des plaformes avec Steph et Brand, ou en faisant tomber des rochers dessus.
7. La pieuvre géante[5]. Le but ici est de faire baisser le niveau de l'eau pour permettre à Andy et Data de passer à côté de la pieuvre géante.
8. Le bateau pirate. Choco et Cinoque doivent ici trouver un moyen de se distraire Ma Fratelli, pour pouvoir récupérer le trésor de Willy le Borgne.

## Développement
Le jeu est à l'origine programmé pour Commodore 64 par Scott Spanburg, avec des graphismes de Kelly Day. L'illustration de couverture est signée Greg Winters.

## Accueil
US Gold revendique 50 000 ventes, toutes machines confondues.